# U-Bahnhof Nordstraße
Der U-Bahnhof Nordstraße ist eine Tunnelstation der Düsseldorfer Stadtbahn. Sie liegt im Verlauf der Nordstrecke nördlich der Innenstadt der nordrhein-westfälischen Landeshauptstadt Düsseldorf. Der U-Bahnhof ist mit der Verbindung zu den in der Fischerstraße verkehrenden Straßenbahnlinien auch ein wichtiger Umsteigepunkt. Im Jahr 2002 lag die Zahl der Ein-, Aus- und Umsteiger bei ca. 10.000 bis 15.000 je Werktag.
Im Mai 2025 wurde der U-Bahnhof Nordstraße wegen eines Asbestfunds in der Zwischendecke während Brandschutzarbeiten für Fahrgäste geschlossen. Die Linien U78 und U79 durchfahren die Station seitdem ohne Halt und mit reduzierter Geschwindigkeit (etwa 20 km/h), um keine Fasern aufzuwirbeln. Messungen in benachbarten Stationen und den Fahrzeugen ergaben keine Asbestbelastung, sodass der Durchfahrbetrieb als unbedenklich gilt. Fahrgäste werden gebeten, auf die nahegelegenen U-Bahnhöfe Heinrich-Heine-Allee und ERGO-Platz/Klever Straße auszuweichen. Ein Datum für die Wiedereröffnung ist bislang nicht bekannt.

## Lage
Der U-Bahnhof selbst befindet sich an einer zentralen Stelle nördlich der Düsseldorfer Innenstadt an der Kreuzung von Fischerstraße, Kaiserstraße, Scheibenstraße und Nordstraße. Er erschließt die Einkaufsstraße Nordstraße, die dem Bahnhof ihren Namen gab und mit ihren zahlreichen Geschäften ein Stadtteilzentrum bildet. Der U-Bahnhof liegt 580 m südlich vom U-Bahnhof ERGO-Platz/Klever Straße und 980 m nördlich vom U-Bahnhof Heinrich-Heine-Allee.

## Bahnhofsanlage
Der Bahnhof ist über Rolltreppen erreichbar. Die obere der beiden Ebenen im Untergrund dient als Verteilerebene (−1) und führt in die tiefer gelegene Bahnsteig-Ebene (−2). Hier liegt der Mittelbahnsteig, an dem die Linien Richtung Düsseldorf Hauptbahnhof und Richtung Duisburg bzw. Merkur Spiel-Arena/Messe Nord halten.
Die Düsseldorfer U-Bahnhöfe der ersten, zweiten und dritten Generation verfügen alle über eine annähernd gleiche Gestaltung. Die Decken wie auch die Bodenfläche sind dunkel gehalten. Eine metallische Verkleidung umfasst die in der Mitte des Bahnsteigs vorhandenen Säulen, das gleiche Material wurde auch für die Bahnhofsmöblierung verwendet. Den Kontrast zu dieser dunklen Farbgestaltung bieten die beigefarbenen Wände. Die Haltestellennamen sind einerseits über den Informationstafeln mit schwarzer Schrift auf weißem Grund angebracht sowie andererseits an den Wänden. Dort sind sie mit schwarzer Schrift auf weißem Grund begleitet von weinroten Linien ober- und unterhalb der Schrift ausgeführt.
Seit Juni 2017 steht am südlichen Ende des Bahnsteigs ein Fahrstuhl zur Verfügung.

## Verkehr
Der U-Bahnhof Nordstraße befindet sich im Verlauf der ersten Stammstrecke des Düsseldorfer Stadtbahnnetzes. Beide hier verkehrenden Linien bedienen den Bahnhof. Neben den Umsteigemöglichkeiten zwischen den einzelnen Stadtbahnlinien bestehen weitere Umsteigebeziehungen zu vier Straßenbahnlinien, die an der Oberfläche an Haltestellen entlang der Fischerstraße/Kaiserstraße bzw. Nordstraße halten.
Über die Linie aus Duisburg werden die Nachbarstadt sowie die nördlichen Stadtteile Wittlaer, Kaiserswerth und Lohausen erreicht. Die in Stockum abzweigende Linie zur Merkur Spiel-Arena bindet diese sowie das Düsseldorfer Messegelände an. In Richtung Altstadt besteht die Verbindung zu dem zentralen Umsteigepunkt Heinrich-Heine-Allee. Dort sind Umsteigemöglichkeiten zu mehreren Buslinien sowie zur sogenannten Wehrhahn-Linie vorhanden. Hinter dem Umsteigebahnhof Düsseldorf Hbf, welcher die Stadtbahn mit der S-Bahn Rhein-Ruhr und weiteren Verbindungen im Regional- und Fernverkehr verknüpft, werden im weiteren Verlauf der zweiten Stammstrecke die südöstlich gelegenen Stadtteile Oberbilk und Wersten, sowie die Heinrich-Heine-Universität und der Botanische Garten angebunden.
Die Linie U78 wird von der Düsseldorfer Rheinbahn allein, die Linie U79 gemeinsam mit der Duisburger Verkehrsgesellschaft (DVG) betrieben. So kommen auf beiden Linien hochflurige Stadtbahnfahrzeuge des Typs B80D zum Einsatz. Auf der Linie U79 verkehren außerdem auch Wagen der Duisburger Verkehrsgesellschaft vom Typ B80C.
Im Nahverkehrsplan 2002–2007 der Landeshauptstadt Düsseldorf ist die Einführung einer neuen Stadtbahnlinie U80 vorgesehen. Für diese ist der Bau einer Umfahrung der Düsseldorfer Messe mit einem neuen U-Bahnhof Messe-Süd notwendig. Wenn diese Maßnahme realisiert werden sollte, ist der U-Bahnhof Nordstraße als Haltepunkt dieser Linie vorgesehen.
Seit September 2015 läuft das Planfeststellungsverfahren für die Stammstrecke 5, auf der die U81 von Düsseldorf Hbf über Heinrich-Heine-Allee und Freiligrathplatz zum Flughafen Düsseldorf fahren soll. Neu gebaut werden sollen eine Brücke vom Freiligrathplatz über den Nordstern und dann ein Tunnel zum Flughafenterminal mit einer U-Bahn-Haltestelle dort. Der Bau begann 2019, die Inbetriebnahme ist für das Jahr 2025 geplant. Auch diese Linie soll am U-Bahnhof Nordstraße halten.
Folgende Stadtbahnlinien bedienen den U-Bahnhof:
| Linie | Verlauf | Takt                                      |
| ----- | --- | ----------------------------------------- |
|       | Merkur Spiel-Arena/Messe Nord ( ← Sportpark Nord/Europaplatz ) – Mörikestraße – Freiligrathplatz – Messe Ost/Stockumer Kirchstraße – Nordpark/Aquazoo – Reeser Platz – Theodor-Heuss-Brücke – Golzheimer Platz – Kennedydamm – U Victoriaplatz/Klever Straße – U Nordstraße – U Heinrich-Heine-Allee – U Steinstraße/Königsallee – U Oststraße – U Düsseldorf Hbf Hochflurbetrieb der Rheinbahn; Linie gehört nicht zum Düsseldorfer Nachtnetz Abweichender Takt: Mo–Fr 19–20 Uhr, Sa–So 8–20 Uhr alle 15 min, täglich 20–22 Uhr alle 30 min; Bedienung der Haltestelle Sportpark Nord/Europaplatz Mo–Sa 8–20 Uhr und So 9–20 Uhr im 30-Minuten-Takt aber nicht an Messetagen und bei Veranstaltungen in der Arena; Linie verkehrt an Messetagen auch Sa und So ab 7:30 Uhr im 10-Minuten-Takt. | 10 min                                    |
|       | ( U DU-Meiderich Bf 1 – U Auf dem Damm – ) U Duissern2 – U Duisburg Hbf – U König-Heinrich-Platz – U Steinsche Gasse – Platanenhof – Musfeldstraße – Kremerstraße – Karl-Jarres-Straße – Grunewald – Grunewald Betriebshof – Kulturstraße – Im Schlenk – Waldfriedhof – Münchener Straße – Sittardsberg – Mühlenkamp – St. Anna Krankenhaus – Angerbogen (nie in Betrieb genommen) – DU-Kesselsberg3 – D-Froschenteich – Wittlaer4 – Am Mühlenacker – Kalkumer Schlossallee – Klemensplatz – Kittelbachstraße – Alte Landstraße – Lohausen – Freiligrathplatz – Messe Ost/Stockumer Kirchstraße – Nordpark/Aquazoo – Reeser Platz – Theodor-Heuss-Brücke – Golzheimer Platz – Kennedydamm – U Victoriaplatz/Klever Straße – U Nordstraße – U Heinrich-Heine-Allee – U Steinstraße/Königsallee – U Oststraße – U Düsseldorf Hbf 5 (– U Oberbilker Markt/Warschauer Straße – U Ellerstraße – U D-Oberbilk – Kaiserslauterner Straße – Provinzialplatz – Werstener Dorfstraße – Südpark – D-Universität Ost/Botanischer Garten6 ) Hochflurbetrieb der Rheinbahn und DVG; ehemalige D-Bahn; Abschnitt 4–5 gehört zum ; in den Schulferien gilt ein besonderer Fahrplan. 15-Minuten-Takt auch im Abschnitt 2–6 Sa 5–19 Uhr und im Abschnitt 4–5 Mo–Fr 21–0 Uhr (ab 29.08.2018, davor 20–0 Uhr), Sa 20–0 Uhr und So 5–0 Uhr 30-Minuten-Takt im Abschnitt 2–6 Mo–Fr 19–22 Uhr und Sa 7–20 Uhr und im Abschnitt 1–2 Sa 9–18 Uhr und So 12–19 Uhr | 15 min (1–3) 10/20 min (3–4) 10 min (4–6) |

Zu folgenden Straßenbahnlinien besteht eine Umstiegsmöglichkeit:
| Linie | Linienverlauf |
| ----- | --- |
| 701   | D-Rath, DOME/Am Hülserhof1 – PSD Bank Dome – Wahlerstr./JVA – D-Rath 2 – D-Rath Mitte – Mörsenbroich, Heinrichstraße 3 – Derendorf – Derendorf, Rather Straße/Hochschule HSD – Pempelfort, Dreieck4 – Venloer Str. – Nordstraße – Pempelfort, Sternstraße – Stadtmitte, Schadowstraße – Steinstraße – Stadtmitte, Berliner Allee4 – D-Friedrichstadt, Helmholtzstraße – Sonnenstraße (Friedrichstadt ) – Oberbilk, Kruppstraße – D-Oberbilk – Lierenfeld, Schlesische Straße – D-Eller Mitte – Eller, Vennhauser Allee 5 Betrieb im Standardtakt der Düsseldorfer Straßenbahnen; weitere Haltestellen nur im Abschnitt 2–5, aber alle Umsteigehaltestellen sind aufgeführt. |
| 705   | D-Unterrath 1 – Unterrath, Eckenerstraße – Großmarkt – Johannstraße – Derendorf, Spichernplatz2 – Pempelfort, Dreieck3 – Venloer Str. – Nordstraße – Pempelfort, Sternstraße – Stadtmitte, Schadowstraße – Steinstraße – Stadtmitte, Berliner Allee5 – Friedrichstadt, Corneliusstraße – Morsestraße – Bilk, Karolingerplatz 6 – Kopernikusstraße → Am Steinberg ← Moorenstraße ← Merowingerplatz ← Bilk, Merowingerstraße7 Betrieb im Standardtakt der Düsseldorfer Straßenbahnen; Abschnitt 1–2 wird nur Mo–Fr 6–20 Uhr alle 20 min bedient; weitere Haltestellen nur in den Abschnitten 1–3 und 4–5, aber alle Umsteigehaltestellen sind aufgeführt.                     |

## Weiterführende Informationen

Logo der Stadtbahn Rhein-Ruhr